# Список країн за поширенням 4G LTE
Це список країн за поширенням 4G LTE, що складається компанією OpenSignal,станом на 2019-й рік. Список показує відсоток користувачів 4G LTE у країнах світу.
| Місце | Країна           | Поширення |
| ----- | ---------------- | --------- |
| 1     | Південна Корея   | 97.5%     |
| 2     | Японія           | 96.3%     |
| 3     | Норвегія         | 95.5%     |
| 4     | Гонконг          | 94.1%     |
| 5     | США              | 93.0%     |
| 6     | Нідерланди       | 92.8%     |
| 7     | Республіка Китай | 92.8%     |
| 8     | Нідерланди       | 91.4%     |
| 9     | Швеція           | 91.1%     |
| 10    | Індія            | 90.9%     |
| ...   |                  |           |
| 53    | Україна          | 66.4%     |
| ...   |                  |           |
| 64    | Алжир            | 56.5%     |
| 65    | Узбекистан       | 49.9%     |